# Hôtel de Camaret
Pour les articles homonymes, voir Camaret.
L'hôtel de Camaret est un hôtel particulier datant du XVIIIe siècle situé à Carpentras, en France.

## Historique
Le bâtiment est le siège de la sous-préfecture de Vaucluse, pour l'arrondissement de  Carpentras. Il est inscrit au titre des monuments historiques depuis le 18 juin 1987.